# ISO 3166-2:ME
ISO 3166-2:ME — стандарт Международной организации по стандартизации, который определяет геокоды. Является подмножеством стандарта ISO 3166-2, относящимся к Черногории.
Стандарт охватывает 24 общины Черногории. Каждый геокод состоит из двух частей: кода Alpha2 по стандарту ISO 3166-1 для Черногории — ME и дополнительного кода, прописанных через дефис. Дополнительный код образован двухсимвольным числом. Геокоды муниципалитетов Черногории являются подмножеством кодов кодов домена верхнего уровня — ME, присвоенного Черногории в соответствии со стандартами ISO 3166-1.

## Геокоды Черногории
Геокоды 24 общин Черногории.
| Геокод | Община      |
| ------ | ----------- |
| ME-01  | Андриевица  |
| ME-02  | Бар         |
| ME-03  | Беране      |
| ME-04  | Биело-Поле  |
| ME-05  | Будва       |
| ME-06  | Цетине      |
| ME-07  | Даниловград |
| ME-08  | Херцег-Нови |
| ME-09  | Колашин     |
| ME-10  | Котор       |
| ME-11  | Мойковац    |
| ME-12  | Никшич      |
| ME-13  | Плав        |
| ME-14  | Плевля      |
| ME-15  | Плужине     |
| ME-16  | Подгорица   |
| ME-17  | Рожае       |
| ME-18  | Шавник      |
| ME-19  | Тиват       |
| ME-20  | Улцинь      |
| ME-21  | Жабляк      |
| ME-22  | Гусине      |
| ME-23  | Петница     |
| ME-24  | Тузи        |

## Геокоды пограничных Черногории государств
- Хорватия — ISO 3166-2:HR (на западе),
- Босния и Герцеговина — ISO 3166-2:BA (на северо-западе),
- Сербия — ISO 3166-2:RS (на северо-востоке),
- Албания — ISO 3166-2:AL (на юго-востоке).